# Longjiang Airlines
Longjiang Airlines ist eine chinesische Fluggesellschaft mit Sitz in Harbin.

## Geschichte
Longjiang Airlines wurde 2014 gegründet. Die Fluggesellschaft erhielt im Februar 2017 ihr Air Operator Certificate. Am 10. desselben Monats nahm die Airline ihren Betrieb mit einem Flug von Harbin nach Hefei auf.

## Flugziele
Die Fluggesellschaft fliegt chinesische Destinationen an.

## Flotte

### Aktuelle Flotte
Mit Stand Januar 2024 besteht die Flotte der Longjiang Airlines aus neun Flugzeugen mit einem Durchschnittsalter von 10,9 Jahren:
| Flugzeugtyp     | Anzahl | bestellt | Anmerkungen                                    | Sitzplätze | Durchschnittsalter (Januar 2024) |
| --------------- | ------ | -------- | ---------------------------------------------- | ---------- | -------------------------------- |
| Airbus A320-200 | 7      |          | einer inaktiv; fünf mit Sharklets ausgestattet | 158 180    | 10,3 Jahre                       |
| Airbus A321-200 | 2      |          |                                                | 190        | 12,9 Jahre                       |
| Gesamt          | 9      | –        |                                                |            | 10,9 Jahre                       |